# 易卜拉欣·巴班吉達

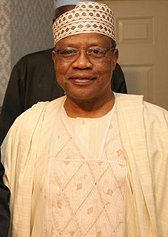
易卜拉欣·巴班吉達

易卜拉欣·巴班吉達（全名：Ibrahim Badamasi Babangida；1941年8月17日—）是尼日利亞退役上將，在1985年8月27日至1993年8月26日期間統治尼日利亞。
1985年8月27日，當時是陸軍參謀長的巴班吉達發動政變推翻穆罕默杜·布哈里政權。在巴班吉達統治期間，尼日利亞於1986年加入伊斯兰合作组织。1993年6月舉行總統選舉，由莫舒德·阿比奧拉勝出，但巴班吉達政府隨後宣佈選舉作廢。巴班吉達在同年8月辭職。
他領導的軍政府以嚴重侵犯人權而著稱。